# 박사랑 (가수)
박사랑(1995년 1월 5일 ~ )은 대한민국의 가수다. 2022년 싱글 앨범 [사랑이랍니다]로 데뷔했다.

## 방송
- 히든싱어 7 (2022) - 송가인 편 6위

## 음반
- 사랑이랍니다 (2022)